# Nedeczky István (nagyprépost)
Nedeczei Nedeczky István (Rajec, 1691. szeptember 23. – Nagyszombat, 1754. szeptember 8.) bölcseleti és teológiai doktor, nagyprépost.

## Élete
A nedeczei Nedeczky család sarja. Édesapja nedeczei Nedeczky Pál, édesanyja Raiszy Éva volt. A bölcseletet Budán végezte. 1716. június 24-én a Szent Istvánról nevezett papnevelőintézet növendéke lett. 1718-ban bölcseleti, 1719. augusztus 31-én teológiai doktorrá avatták. Miután főlszenteltetett, Vágújhelyen volt segédlelkész. 1731. augusztusban Miaván plébános lett és ugyanezen évben szepesi kanonok. 1733. december 6-án az esztergomi káptalanban nyert javadalmat, megtartván egyszersmind miavai plébániáját is. 1734-ben plébániájától megvált és átvette a Szent István papnevelő vezetését. A káptalanban a következő emelkedést érte el: 1735. augusztus 24-én honti, 1743. szeptember 12-én székesegyházi főesperes és szentgyörgymezei prépost, 1744. szeptember 25-én olvasókanonok, 1745. december 11-én püspök-helyettes és végül 1749. január 23-án nagyprépost lett. 1745-től érseki helyettes volt.

## Műve
- Sententia definitiva in favorem dni Joannis Krecsmari, contra, & adversus civitatem Schemniciensem pronunciata solenniter luce, ac palam a venerabili consistorio archiepiscopali Strigoniensi Tyrnaviae, die 10. mensis Maji, anno 1753. Hely n.